# Leptocentrus arebiensis
Leptocentrus arebiensis är en insektsart som beskrevs av Goding 1932. Leptocentrus arebiensis ingår i släktet Leptocentrus och familjen hornstritar. Inga underarter finns listade i Catalogue of Life.